# Kenneth Kapsch
Kenneth Kapsch (født 1966) er en tidligere dansk atlet i dag indehaver af ejendomsmæglerfirmaet Siesbye Kapsch, som sælger liebhaverboliger i København.
Kapsch var medlem af Kastrup Tårnby Atletik og senere i Sparta Atletik. Han vandt seks individuelle danske mesterskaber; tre i stangspring og tre i trespring samt 9 holdmesterskaber med Sparta Atletik.
Kapsch løber i dag marathonløb og har løbet London Marathon 2014 på 3,05,00

## Danske mesterskaber
- Bronze 1992 Trespring 14,49
- Sølv 1990 Trespring 15,01
- Guld 1990 Trespring inde 15,03
- Guld 1989 Stangspring 5,15
- Guld 1989 Trespring 15,44
- Guld 1989 Stangspring inde 5,12
- Guld 1988 Stangspring 5,00
- Guld 1988 Trespring 14,92
- Sølv 1987 Stangspring 4,90

## Personlige rekord
- Stangspring: 5,15 (1989)
- Trespring: 15,44 (1989)
- Tikamp: 6740 point (1988)